# Talbot (Automarke)

Talbot-Logo

Talbot war eine von 1979 bis 1993 bestehende französische Automarke des Konzerns PSA Peugeot Citroën in der Tradition des bis 1959 bestehenden Unternehmens Automobiles Talbot.

## Ursprung
Das 1934 gegründete Unternehmen Simca hatte 1959 den französischen Sportwagenhersteller Automobiles Talbot und damit auch den Markennamen Talbot gekauft. Simca (und im Zusammenhang damit auch die französische Talbot-Tradition) wurde später vom US-amerikanischen Konzern Chrysler übernommen. Parallel dazu existierte in Großbritannien die auf Clement Talbot zurückgehende Marke Talbot, die seit den 1930er-Jahren zur dortigen Rootes-Gruppe gehörte. Auch dieser Konzern wurde in den 1960er-Jahren von Chrysler übernommen. Aus Simca und Rootes entstand letztlich Chrysler Europe mit Standbeinen im französischen Poissy und im britischen London.
Chrysler Europe war Inhaber der Rechte am Namen Talbot, nutzte ihn aber in den 1960er- und 1970er-Jahren nicht.

## Talbot (PSA)

### Geschichte der PSA-Marke Talbot
Aus der mehrheitlichen Übernahme Citroëns durch Peugeot 1974 entstand im Jahr 1976 der PSA-Konzern. Im Sommer 1978 übernahm PSA zudem noch Chrysler Europe mit allen französischen und britischen Linien, wodurch das Unternehmen zum größten Automobilkonzern Europas wurde. Im Sommer 1979 erhielten die Chrysler-Filialen den Namen Talbot. Die unter Chrysler entwickelten Pkw-Modelle wurden nach der Übernahme durch PSA unter dem Namen Talbot bzw. Talbot-Simca (bis Anfang 1980) weitergebaut, Matra-Modelle unter dem Markennamen Talbot-Matra (bis 1984) und der von Chrysler entwickelte Sunbeam unter dem Modellnamen Talbot Sunbeam weitergeführt. Unter dem Dach des PSA-Konzerns waren somit zu diesem Zeitpunkt drei französische Automarken mit großer Geschichte vereint.
Unterdessen entwickelte sich die Übernahme der europäischen Chrysler-Werke in Frankreich, Spanien und Großbritannien für PSA zu einer harten wirtschaftlichen Prüfung. 1980 schrieb der Konzern einen Verlust von 1,5 Milliarden Franc, worauf im April 1981 die Produktion der in Großbritannien gebauten Modelle Sunbeam und Avenger eingestellt wurde.
Im Herbst 1980 übernahm Peugeot die Talbot-Organisation und beide Unternehmen beschlossen rückwirkend zum 1. Januar 1980 ihre Fusion. Peugeot musste weitere wirtschaftliche Probleme bewältigen. Für 1982 beispielsweise wies Peugeot einen Verlust von über zwei Milliarden Franc aus. PSA verkaufte seine Anteile an Matra an Renault. Die Produktion der Matra-Modelle Rancho und Murena wurde bis Anfang 1984 eingestellt, um bei Matra stattdessen den Renault Espace I zu produzieren.
Die wirtschaftliche Situation Talbots verschlechterte sich in den 1980ern kontinuierlich. Ab 1983 wurde öffentlich eine Insolvenz Talbots diskutiert. Um nicht für Talbots Verbindlichkeiten haftbar gemacht zu werden, gliederte PSA 1984 die Gesellschaft Talbot wieder aus. PSA entschied, die Marke Talbot zugunsten der Entwicklung neuer Peugeot-Modelle endgültig einzustellen, was das Aus der Marke Talbot bedeutete. Aus den bereits produzierten Teilebeständen wurden noch bis Anfang 1987 in den Werken Talbot-Fahrzeuge produziert und verkauft.
Bereits im Juni 1986 endete der Talbot-Verkauf sowohl in Deutschland als auch in Frankreich; in Großbritannien hielt sich die Marke im Nutzfahrzeugbereich noch bis 1993. Ende 1993 wurden bei allen Filialen und Vertragshändlern die Talbot-Schilder entfernt.
In den späten 2000er Jahren erwog PSA eine Wiedereinführung des Markennamens Talbot für eine Reihe von Niedrigpreis-Modellen, die mit Renaults Dacia Logan konkurrieren sollten. Tatsächlich wurden diese dann jedoch unter den Namen Citroen C-Elysée und Peugeot 301 realisiert.

### Modelle der PSA-Marke Talbot

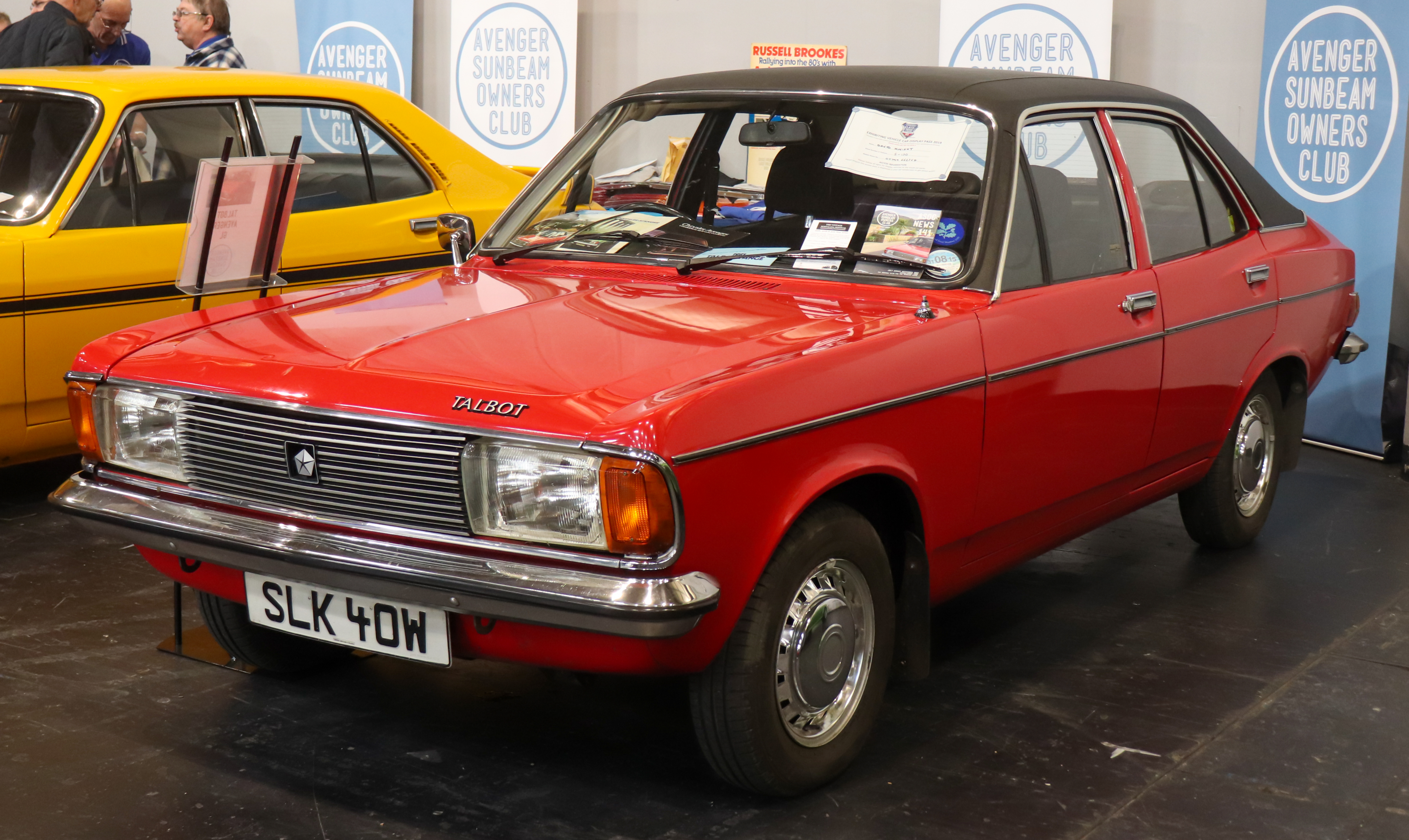
Talbot Avenger
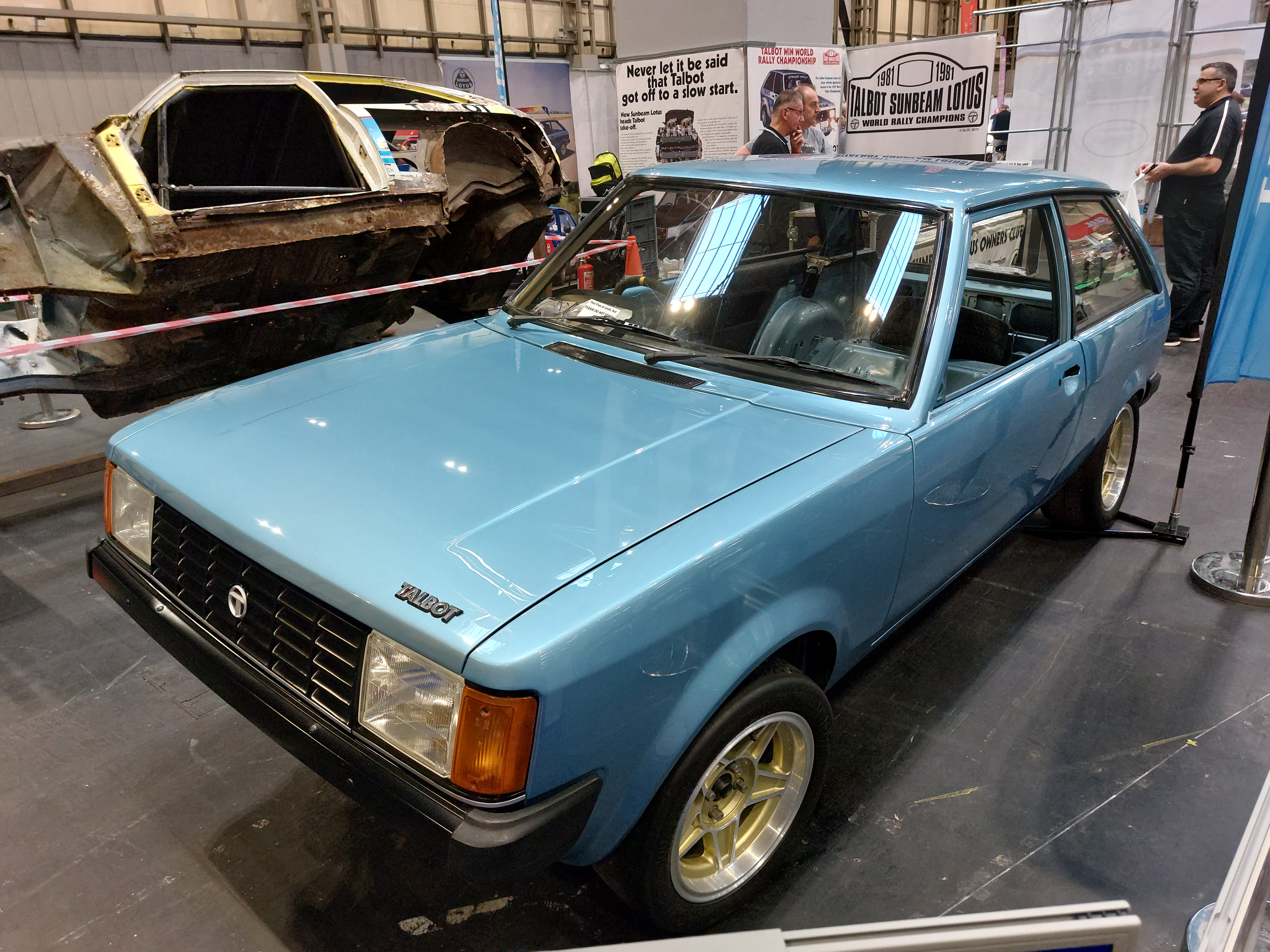
Talbot Sunbeam
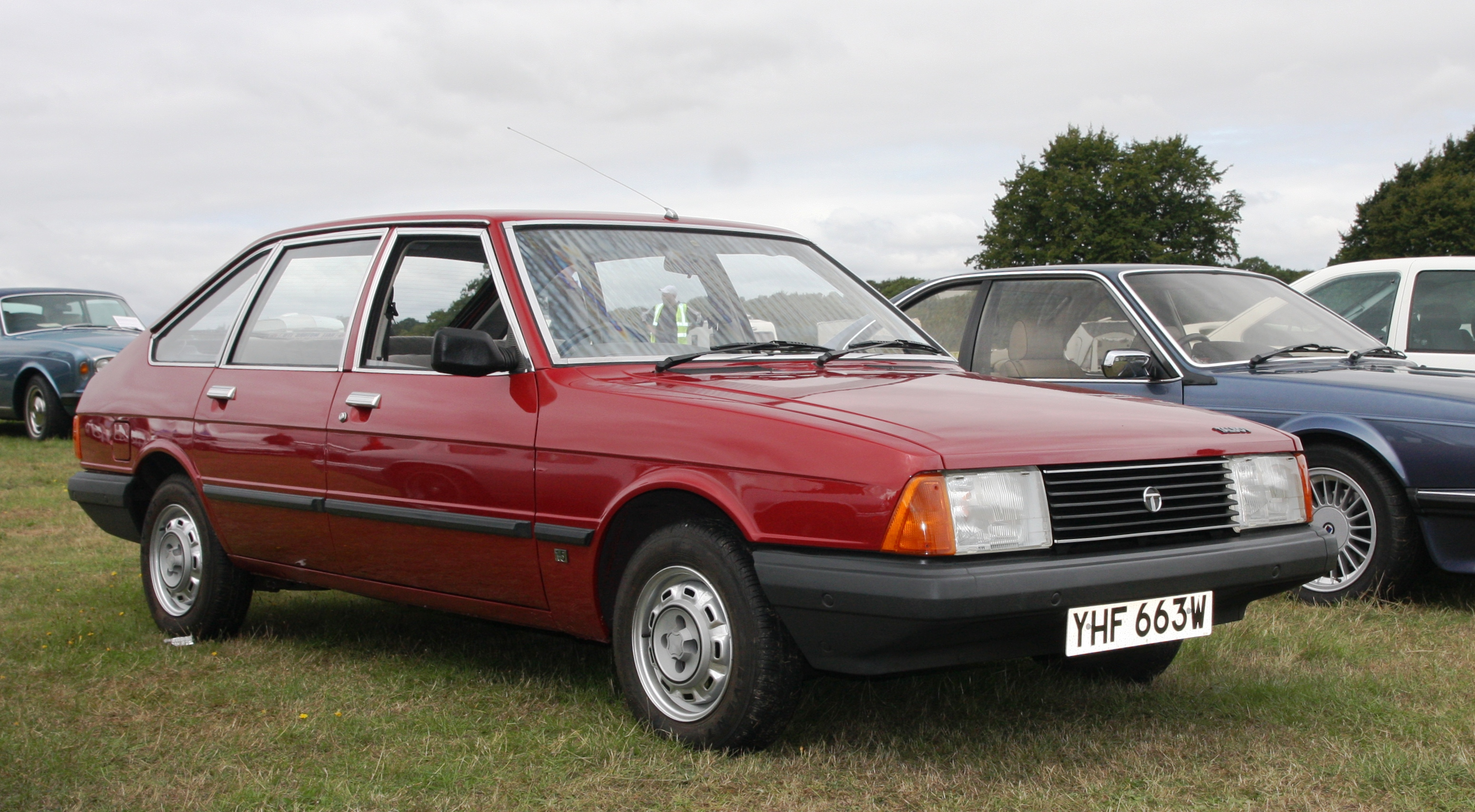
Talbot Alpine
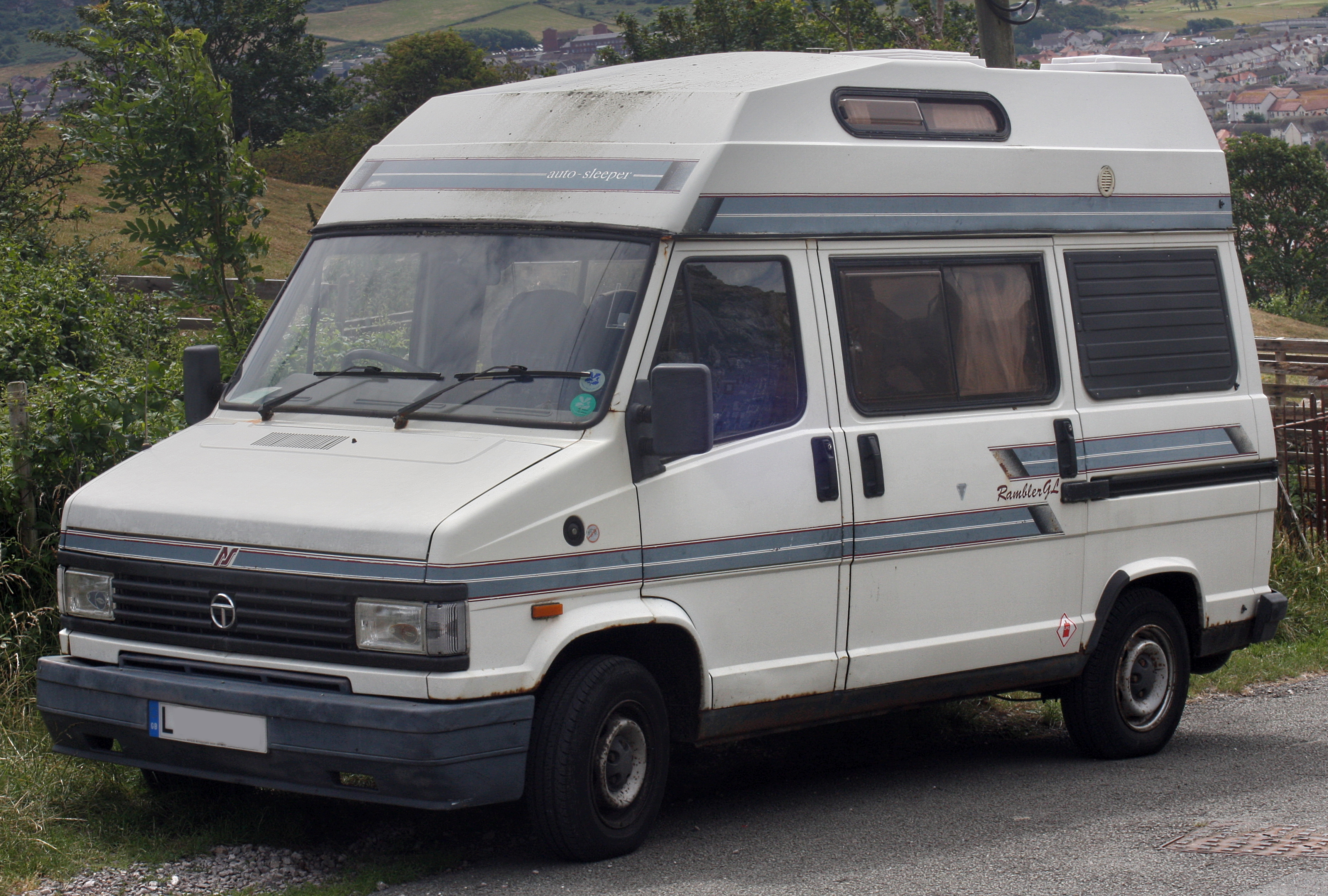
Talbot Express

1979 erhielten alle Modelle, die bis dahin in Europa als Chrysler bzw. als Simca verkauft worden waren, die Markenbezeichnung Talbot.
Aus dem französischen Simca 1100 wurde der Talbot bzw. Talbot-Simca 1100; gleiches galt für das Kompaktmodelle Horizon, die Schräghecklimousinen der Baureihe Chrysler C6 und die große 1610-Limousine. Das erste originär als Talbot eingeführte Modell war der Talbot Solara, eine Stufenheckversion des C6, danach folgten der vom Peugeot 104 abgeleitete Kleinwagen Samba und die neu entwickelte Limousine Tagora.
Entsprechend verfuhr PSA mit den in Großbritannien verkauften Modellen der dortigen Chrysler-Linie, die wenig Bezug zu den kontinentaleuropäischen Autos hatten und vielfach noch auf Rootes-Konstruktionen aus den 1960er-Jahren zurückgingen. Talbot übernahm die veralteten Modelle Avenger, Hunter und Sunbeam und verkaufte sie ab 1979 als Talbot. Im Gegensatz zu den französischen Modellen gab es für diese Baureihen keine in Großbritannien entwickelten Nachfolger.

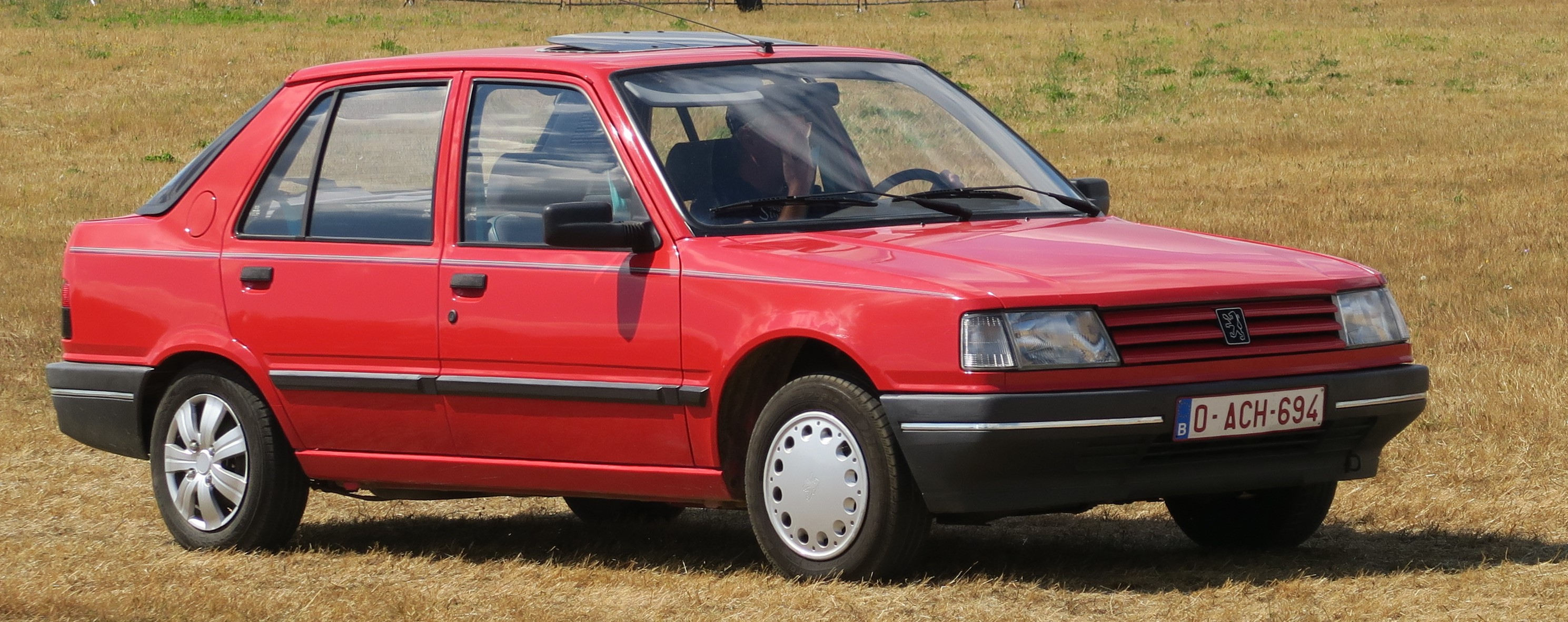
Als Talbot Arizona entwickelt: Peugeot 309

Das letzte von Talbot selbst entwickelte Fahrzeug war das Projekt C35, das den Horizon ersetzen und als Talbot Arizona vermarktet werden sollte. Talbot entwickelte das Auto fast bis zur Serienreife. Vor der Markteinführung stellte PSA aber die Marke Talbot im PKW-Bereich ein. Der C35 erschien im Oktober 1985 stattdessen als Peugeot 309.
Ende der 1980er Jahre prüfte Peugeot, ob der mit Fiat gemeinsam unter dem Projektnamen Eurovan entwickelte Minivan als Talbot verkauft werden sollte. Das Auto kam letztendlich Mitte 1994 aber als Peugeot 806 bzw. Citroën Evasion auf den Markt.
Galerie französische Talbot-Modelle

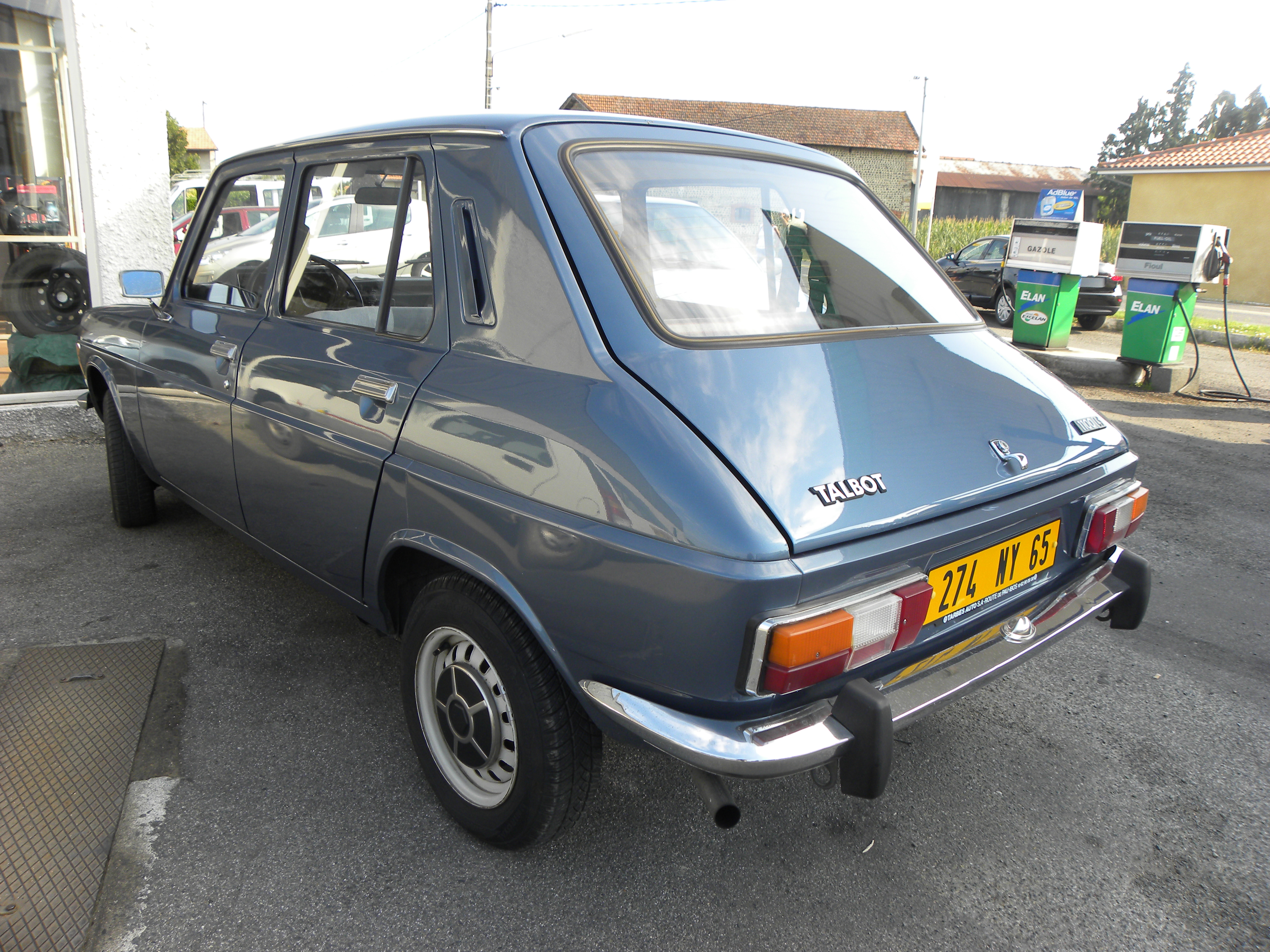
Talbot 1100
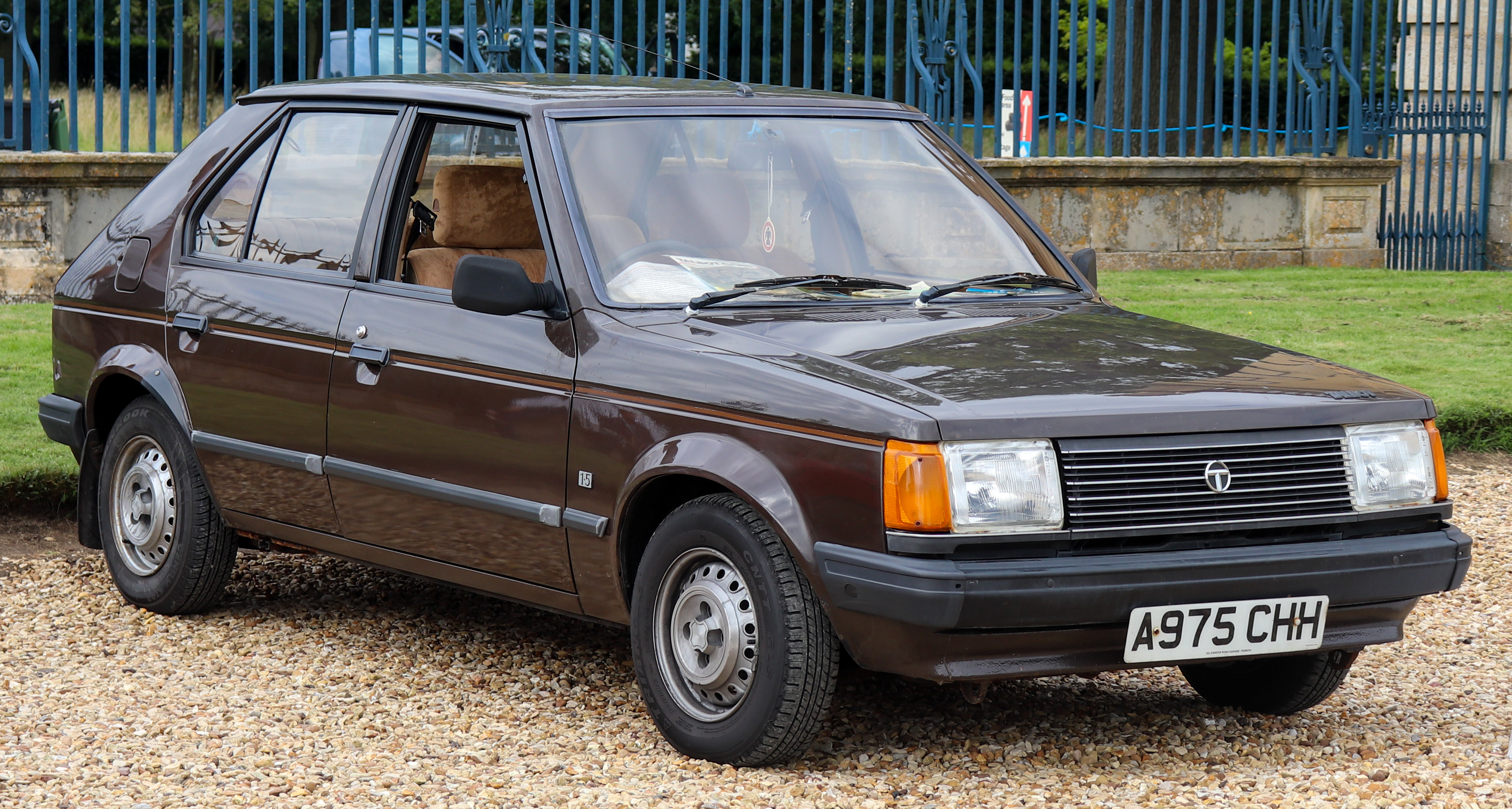
Talbot Horizon
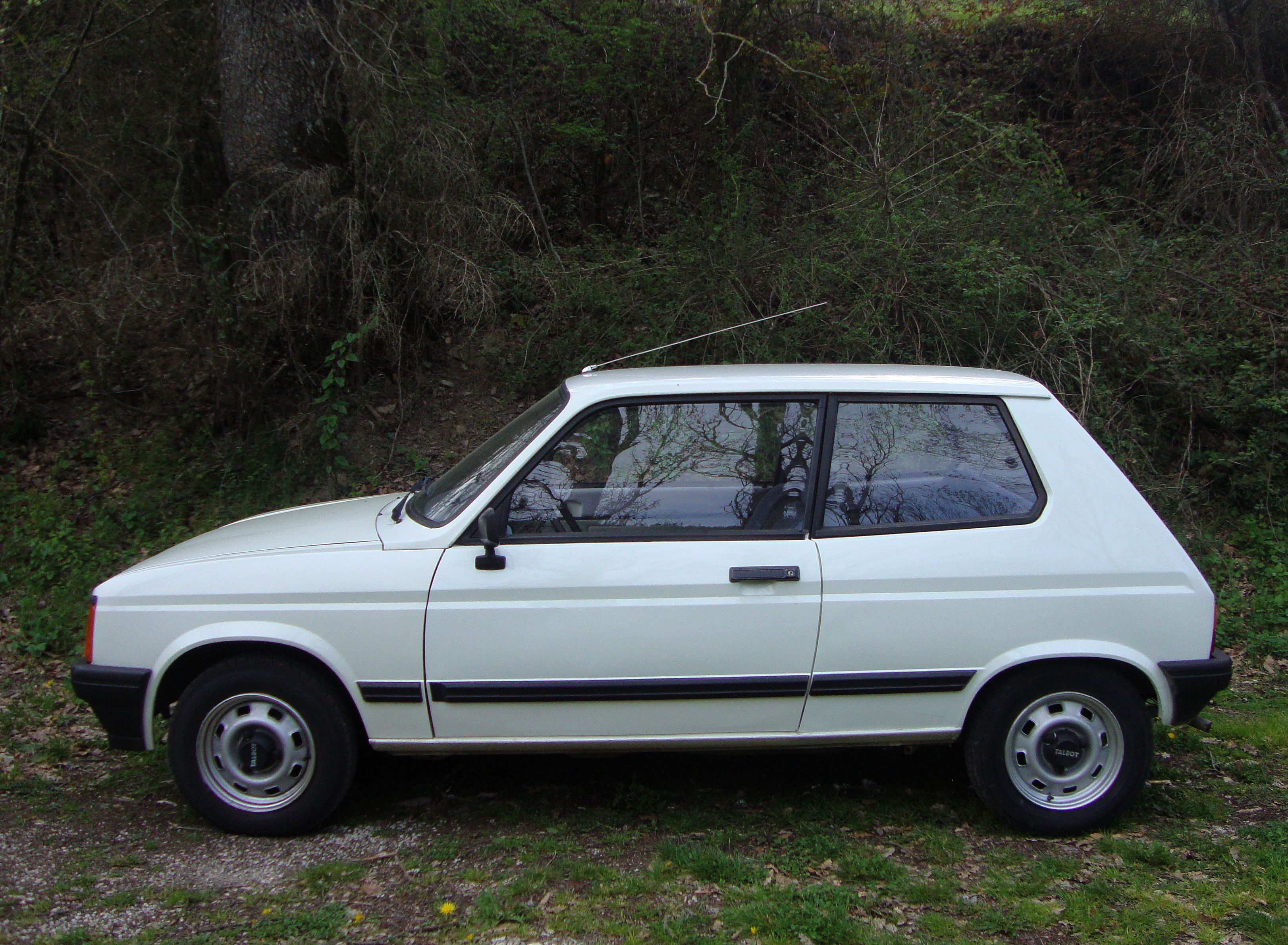
Talbot Samba
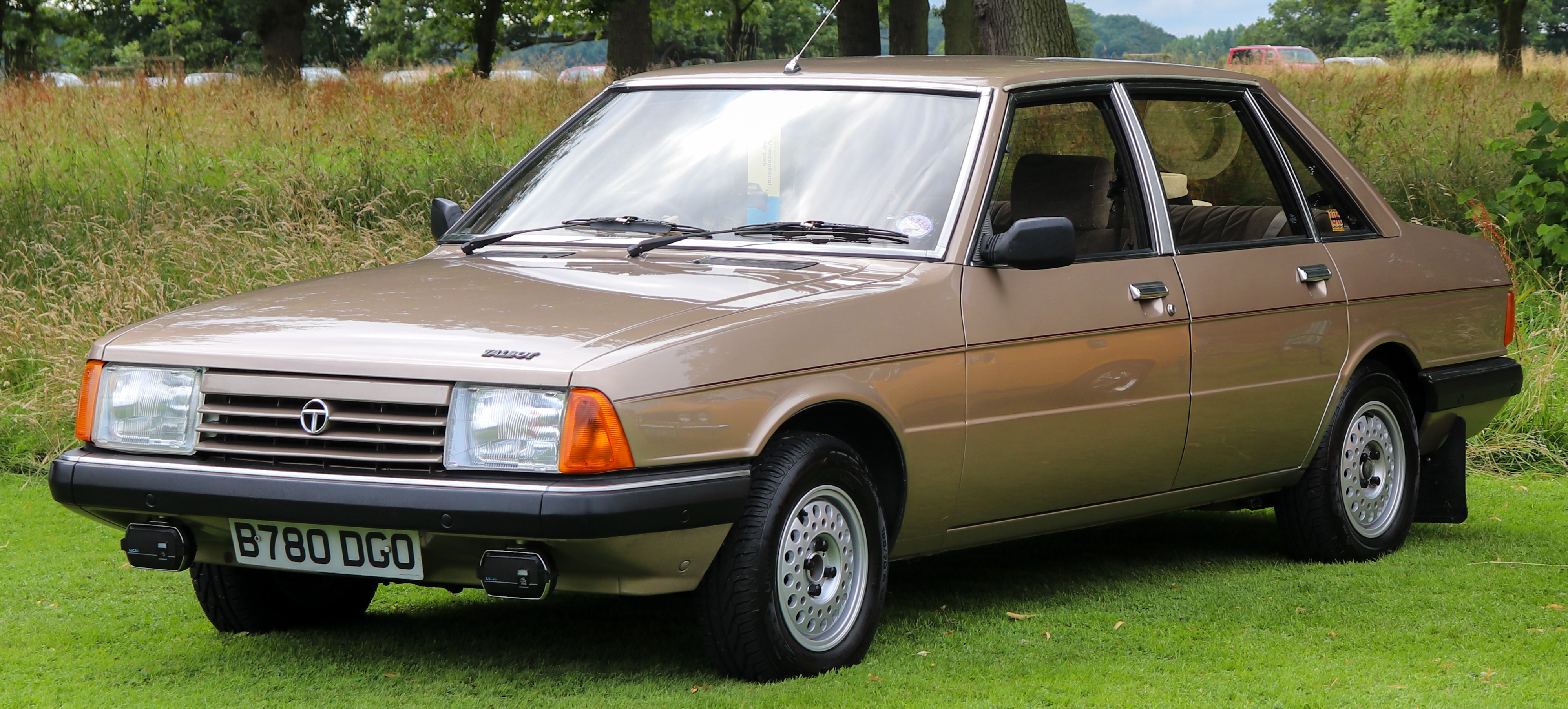
Talbot Solara
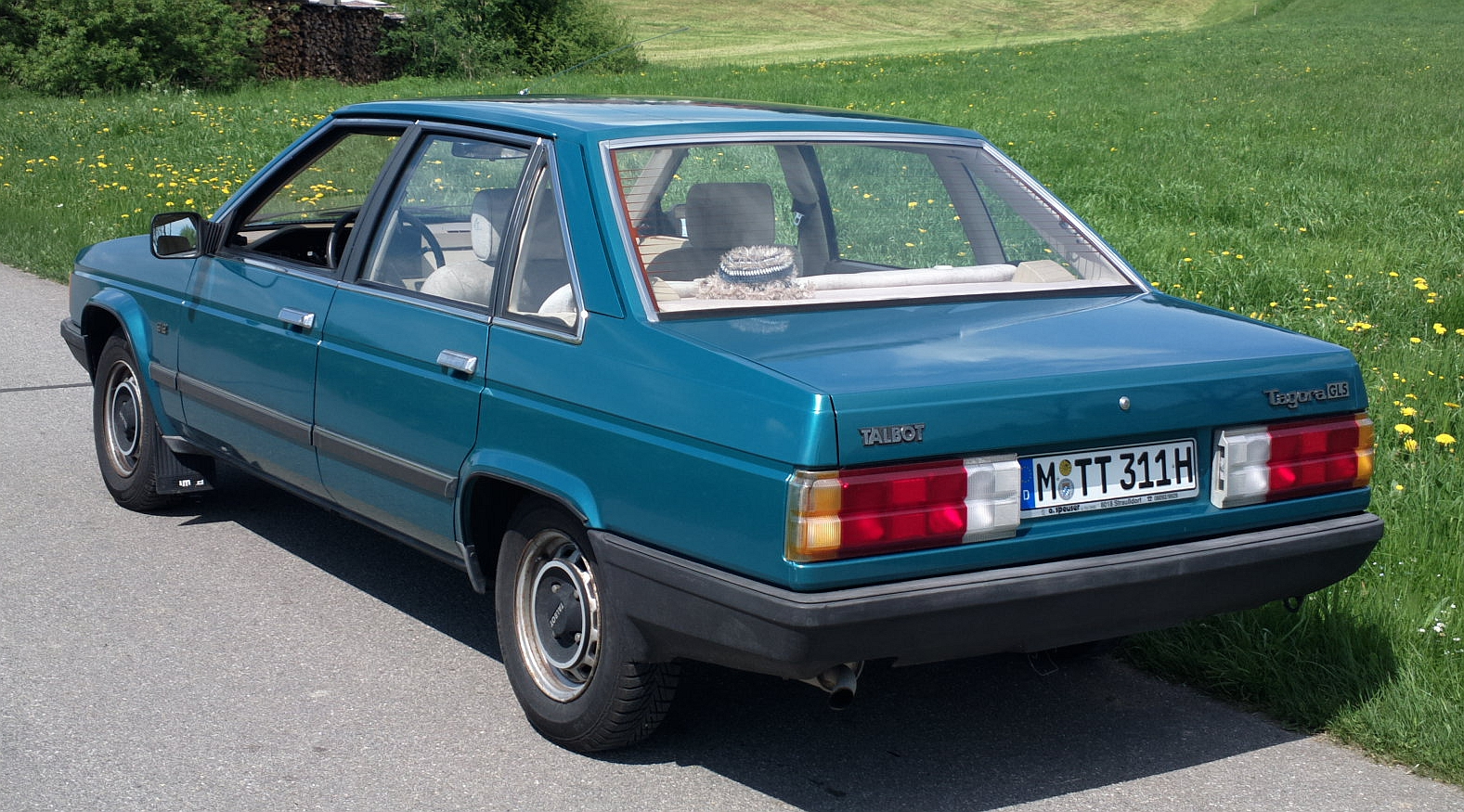
Talbot Tagora
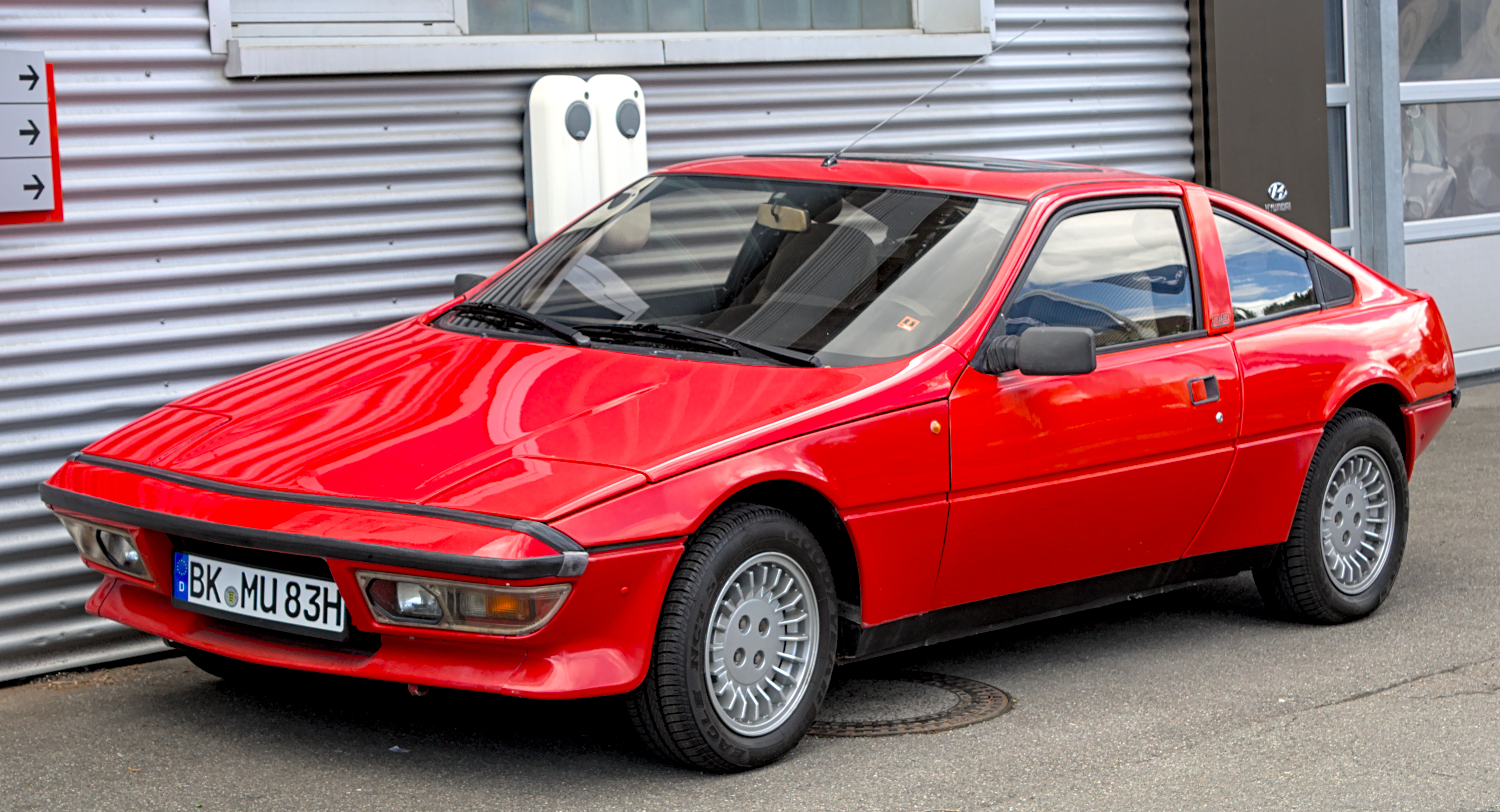
Talbot Matra Murena

Galerie britische Talbot-Modelle
- Talbot Avenger
- Talbot Sunbeam
- Talbot Alpine
- Talbot Express

### Talbot im Motorsport
Bereits kurz nach der Wiederbelebung der Marke engagierte sich Talbot aus Werbegründen werksseitig im Motorsport. Verantwortlicher Manager war Jochen Neerpasch, der seit 1972 für die bayerische BMW M GmbH tätig gewesen war. Neerpasch wurde bei Talbot zum Directeur Général Competitive ernannt. Er organisierte kurzfristig ein erfolgreiches Rallye-Engagement und projektierte eine Beteiligung in der Formel 1, die nicht im gewünschten Umfang zustande kam.

#### Rallye

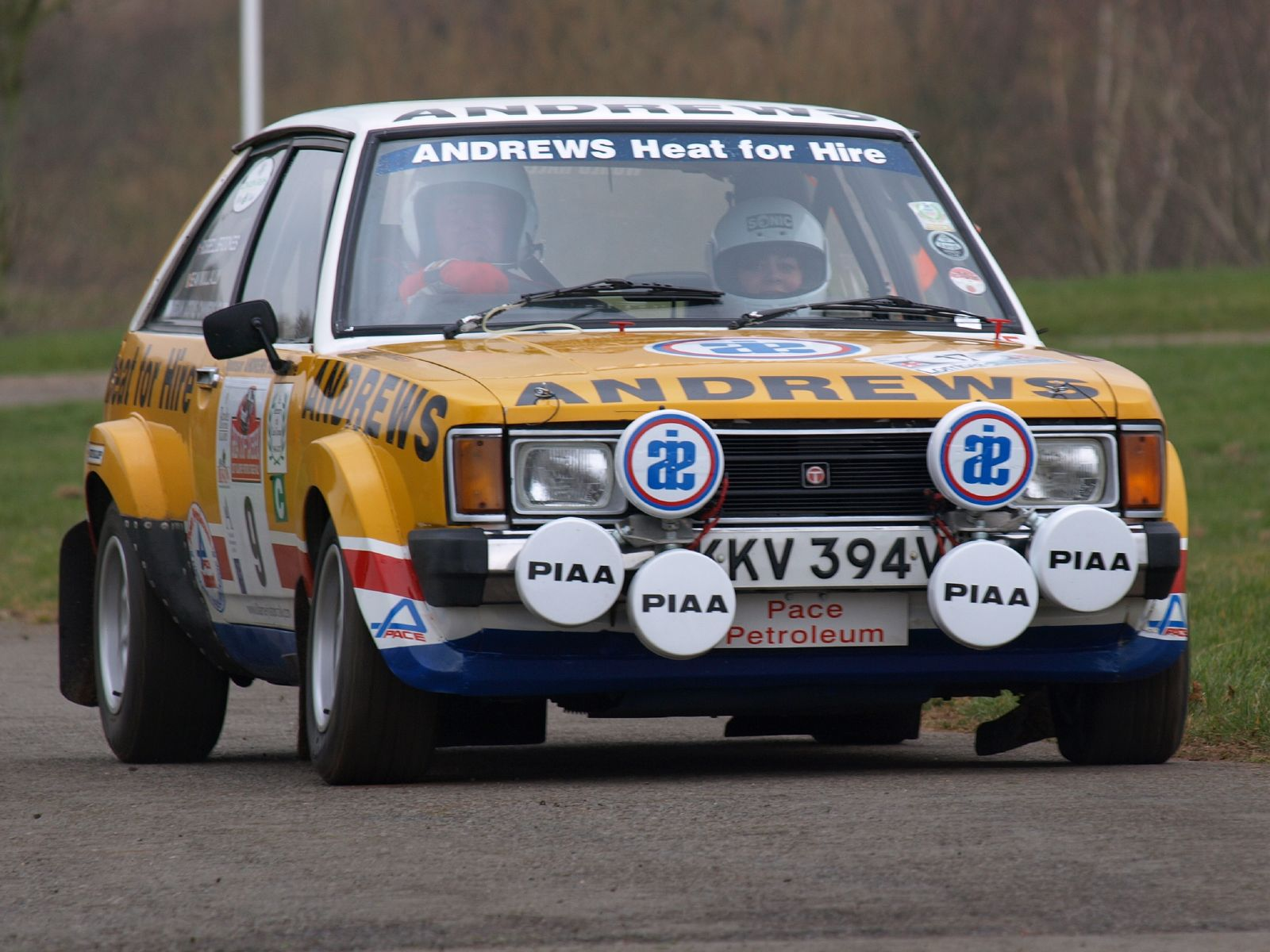
Talbot Sunbeam Lotus

1980 und 1981 unterhielt Talbot ein Werksteam, das mit dem in Großbritannien gebauten Talbot Sunbeam Lotus an der Rallye-Weltmeisterschaft teilnahm. Henri Toivonen, Guy Fréquelin und Stig Blomqvist siegten bei einzelnen Veranstaltungen und gewannen 1981 die Markenwertung für Talbot.

#### Formel 1

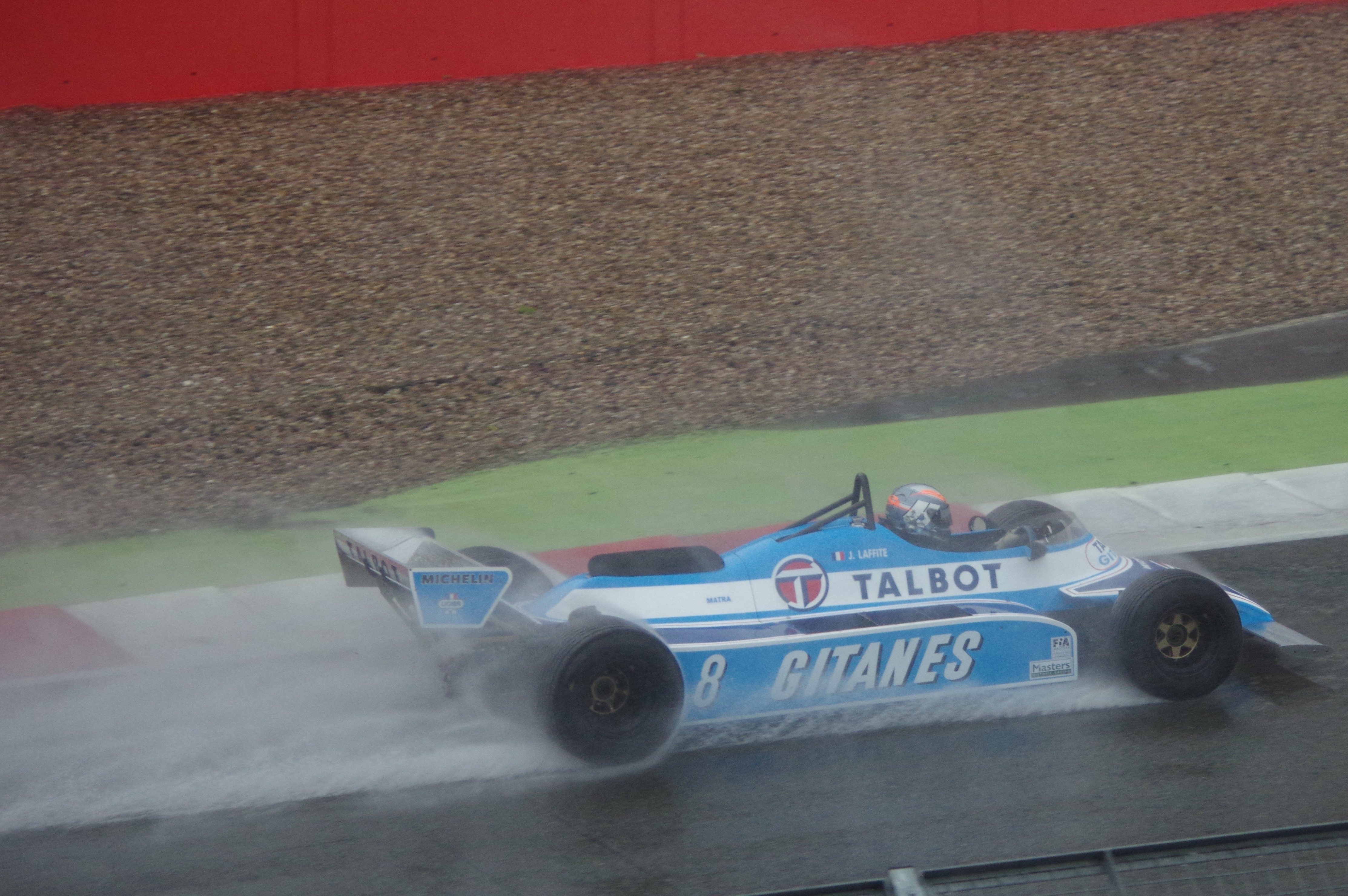
Talbot in der Formel 1: Sponsor der Équipe Ligier (JS17B von 1981)

Von Beginn an plante Talbot eine Beteiligung an der Formel-1-Weltmeisterschaft. PSA wollte in diesem Bereich mit Renault konkurrieren, das sich seit 1977 erfolgreich mit einem Werksteam im Grand-Prix-Sport engagierte. Neerpasch war ausdrücklich mit dieser Zielrichtung verpflichtet worden. Sein ehemaliger Arbeitgeber BMW hatte unter der Leitung von Paul Rosche in den späten 1970er-Jahren einen Vierzylinder-Turbomotor entwickelt, der geeignet war, in der Formel 1 eingesetzt zu werden. Als sich BMW 1979 gegen ein Formel-1-Engagement entschied, erwog Neerpasch, den fertig konstruierten Motor zu PSA mitzunehmen und ihn als Talbot-Motor an den Start zu bringen. Anfänglich zeigten die BMW-Manager Zustimmung zu diesem Schritt; auf Intervention Paul Rosches verweigerten sie aber 1980 den Technologietransfer. Das Triebwerk wurde schließlich als BMW12 ab der Formel-1-Saison 1982 bei Brabham eingesetzt.
Talbots Formel-1-Engagement erfolgte in Zusammenarbeit mit dem 1976 gegründeten französischen Rennstall Équipe Ligier. 1981 und 1982 trat das Team unter der Bezeichnung Équipe Talbot Gitanes an. Die Autos hießen Talbot Ligier. Sie fuhren mit einem Zwölfzylinder-Saugmotor von Matra, der auf eine Konstruktion von 1968 zurückging und den PSA zusammen mit Chrysler France übernommen hatte. Die Verbindung war nicht erfolgreich; sie endete nach zwei Jahren.